# Вак-Чан-К'авііль
Вак-Чан-К'авііль (13 січня 508 — 1 травня 562) — ахав Мутуля у 537—562 роках. Відомий також під іменем «Подвійний птах». Його повне ім'я Вак-Чан-К'авііль-Хук-Чапаат-Ц'ікін-Яш-Еб-Шоок-К'ініч-Ахав.

## Життєпис
Походив з Теотіуаканської династії. Син ахава Чак-Ток-Іч'аахк III та принцеси з Баашвіца. Народився в день 9.3.13.2.10, 13 Ок 3 Муваахн (13 січня 508 року). Через декілька місяців втратив батька. Внаслідок невідомих причин дитиною вимушений був залишити Йашмутуль. На думку низки дослідників тривалий час мешкав в Саальській державі, давньому союзникові Мутуля. Після смерті зведеної сестри-цариці Іш-Йок'ін та невстановленого XX Володаря у 537 році повертається на батьківщину, де стає ахавом. Церемонія інтронізації відбулася 9.5.3.9.15, 12 Мен 18 К'анк'ін (31 грудня 537 року).
Із самого початку прийняв титул калоомте (імператор), виявляючи свої амбіції щодо гегемонії у південних низинах. Втім стикнувся з амбіціями ахавів Канульського царства, що стрімко набирало сили. У 546 році Вак-Чан-К'авііль втратив контроль над Саальським царством, що вимушено було підкоритися Канулю. Незабаром відбувся відкритий конфлікт. Незабаром подібна ситуація відбувалася з царством Вака'.
У день 9.5.19.1.2, 9 Ік '5 Во (18 квітня 553 року) посів на панування новий правитель царства К'анту — Яхавте'-К'ініч II. Церемонія його коронації відбувалася з санкції Вак-Чан-К'авііля, що був сюзереном цього царства. Однак дуже швидко відносини між двома царствами зіпсувалися, і союз змінився конфронтацією, оскільки Яхавте'-К'ініч II перейшов на бік Канульської держави.
В день 9.6.0.0.0, 9 Ахав 3 Вайєб (22 березня 554 року) відсвяткувавши закінчення двадцятиріччя, Вак-Чан-К'авііль розпочав підготовку до війни. В день 9.6.2.1.11, 6 Чувен 19 Поп (11 квітня 556 року) мутульский ахав сплюндрував К'анту, тим самим відновивши вплив.
Разом з тим став накопичувати сили задля знищення Кануля. Проте в день 9.6.8.4.2, 7 Ік' 0 Сіп (1 травня 562 року), Вак-Чан-К'авііль зазнав нищівної поразки від канульського війська, загинувши в цій битві.